# 复兴路站 (武汉地铁)
复兴路站位于中华人民共和国湖北省武汉市武昌区，是武汉地铁4号线与5号线的地铁换乘站。本站可与11号线紫阳湖站进行出站虚拟换乘，可持同一单程票、储值卡或乘车码在30分钟内出站前往另一站进站连续计费。

## 車站结构
复兴路站位于复兴路与张之洞路的交叉路口下，4号线车站张之洞路东西向敷设；5号线车站沿复兴路南北向敷设。两线的换乘方式为L形节点换乘 。

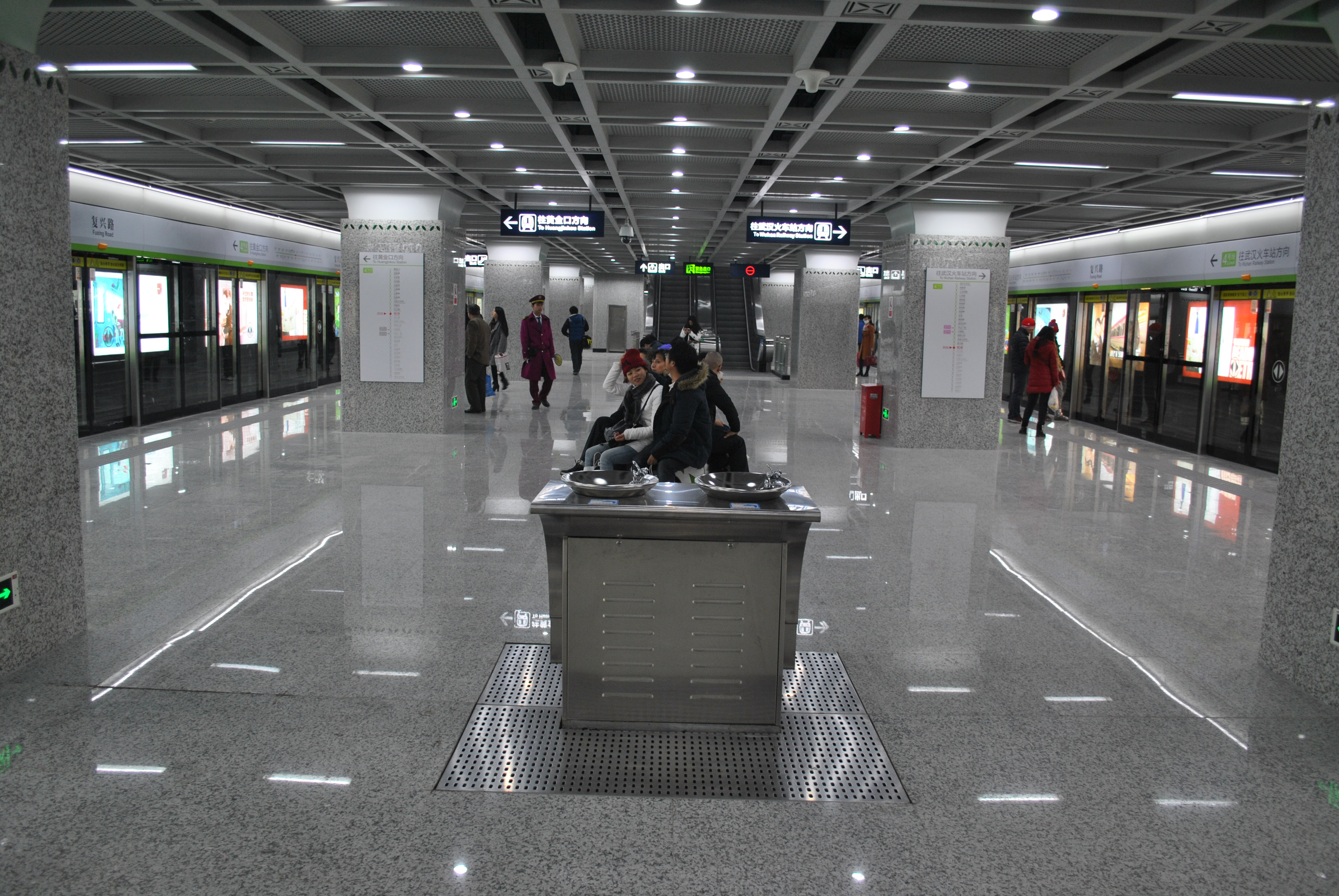
4号线站台層

### 楼层分布
| 地面      |                              | 地鐵出入口                           |  |
| 地下 一層 | 站廳層                       | 售票機、客服中心、武漢通充值、洗手間 |  |
| 地下 二層 |                              | 5号线往红霞 (八铺街)                 |  |
| 地下 二層 | 島式月台，左邊車門將會開啟   |                                      |  |
| 地下 二層 | 5号线往武汉站东广场 (彭刘杨) |                                      |  |
| 地下 三層 |                              | 4号线往柏林 (拦江路)                 |  |
| 地下 三層 | 島式月台，左邊車門將會開啟   |                                      |  |
| 地下 三層 | 4号线往武汉火车站 (首义路)   |                                      |  |

### 車站出口
|                             |      |      |                                                                                           |
|                             |      |      |                                                                                           |
| 出口编号                    | 图片 | 设施 | 建议前往的目的地                                                                          |
| A                           |      |      | 復興路 張之洞路、解放路、武漢市紫陽路派出所、武漢市首義國稅所                             |
| B                           |      |      | 復興路 張之洞路、武漢市武昌首義中學、紫湖村、紫陽公園                                     |
| C                           |      |      | 復興路 張之洞路、烈士街、體育街、首義廣場、辛亥革命博物館、武漢市第三醫院                 |
| D                           |      |      | 復興路 張之洞路、武漢大學人民醫院、武漢市公安局武昌分局、武漢音樂學院，湖北省武昌实验小学 |
| E                           |      |      | 復興路 武漢大學人民醫院                                                                   |
| F                           |      |      | 復興路 海达广场                                                                           |
| G                           |      |      | 復興路 海达广场                                                                           |
| H                           |      |      | 復興路 武汉市第九中学、紫阳公园                                                           |
| 注： 設有电梯 \| 設有洗手間 |      |      |                                                                                           |

### 车站特色
本站是4号线二期五个特色站之一，装修特色是“复兴有路——再往武昌城”。

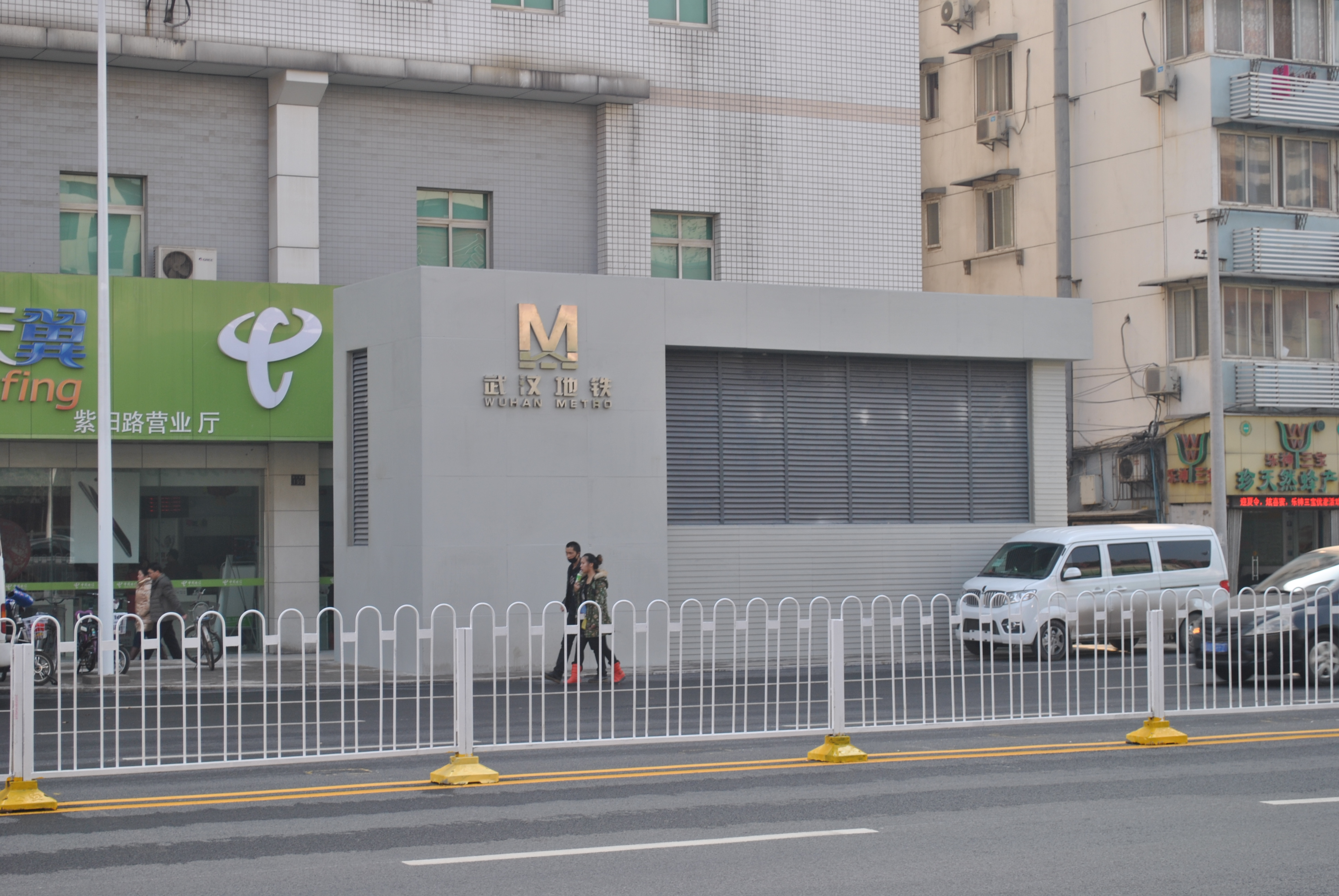
风井
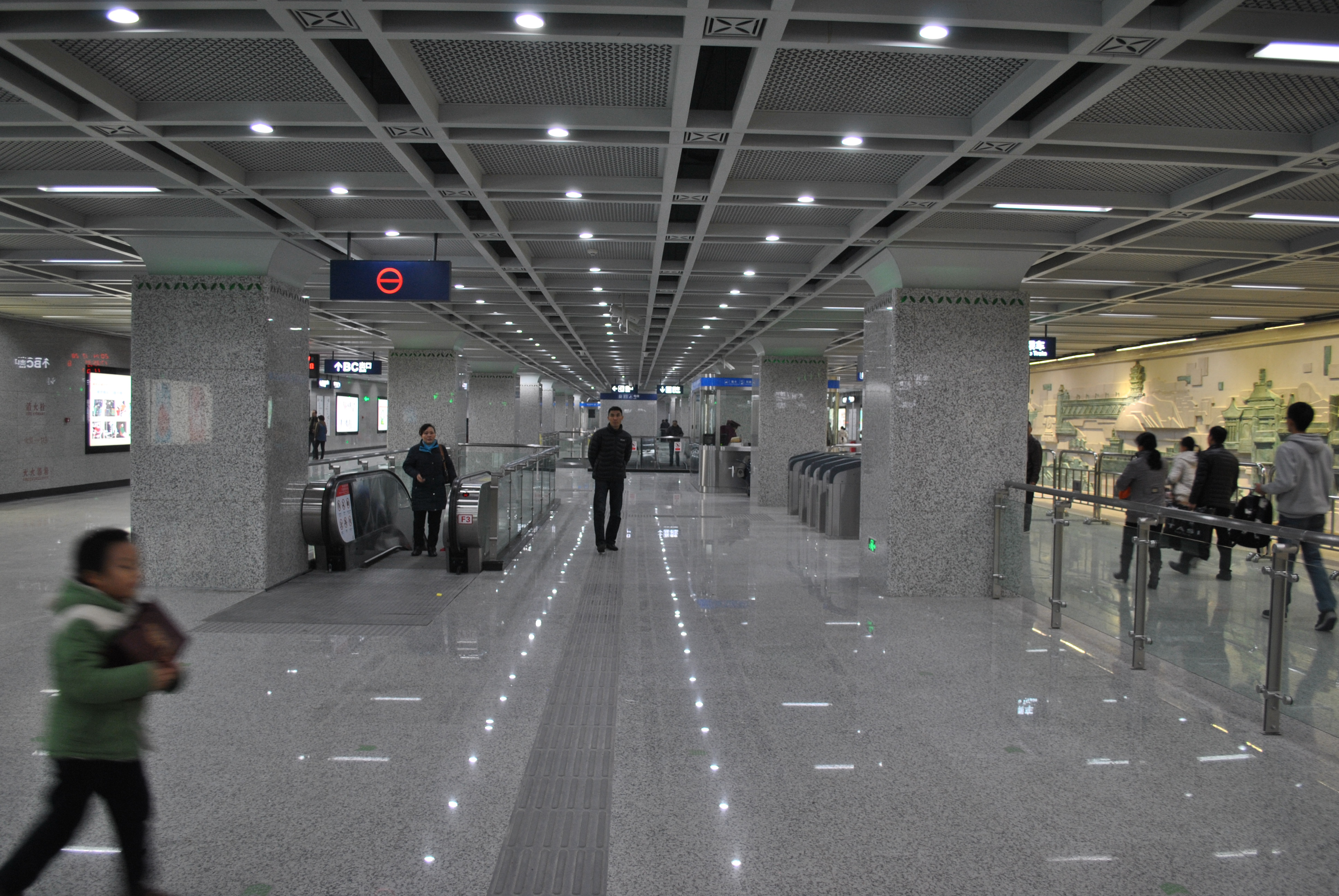
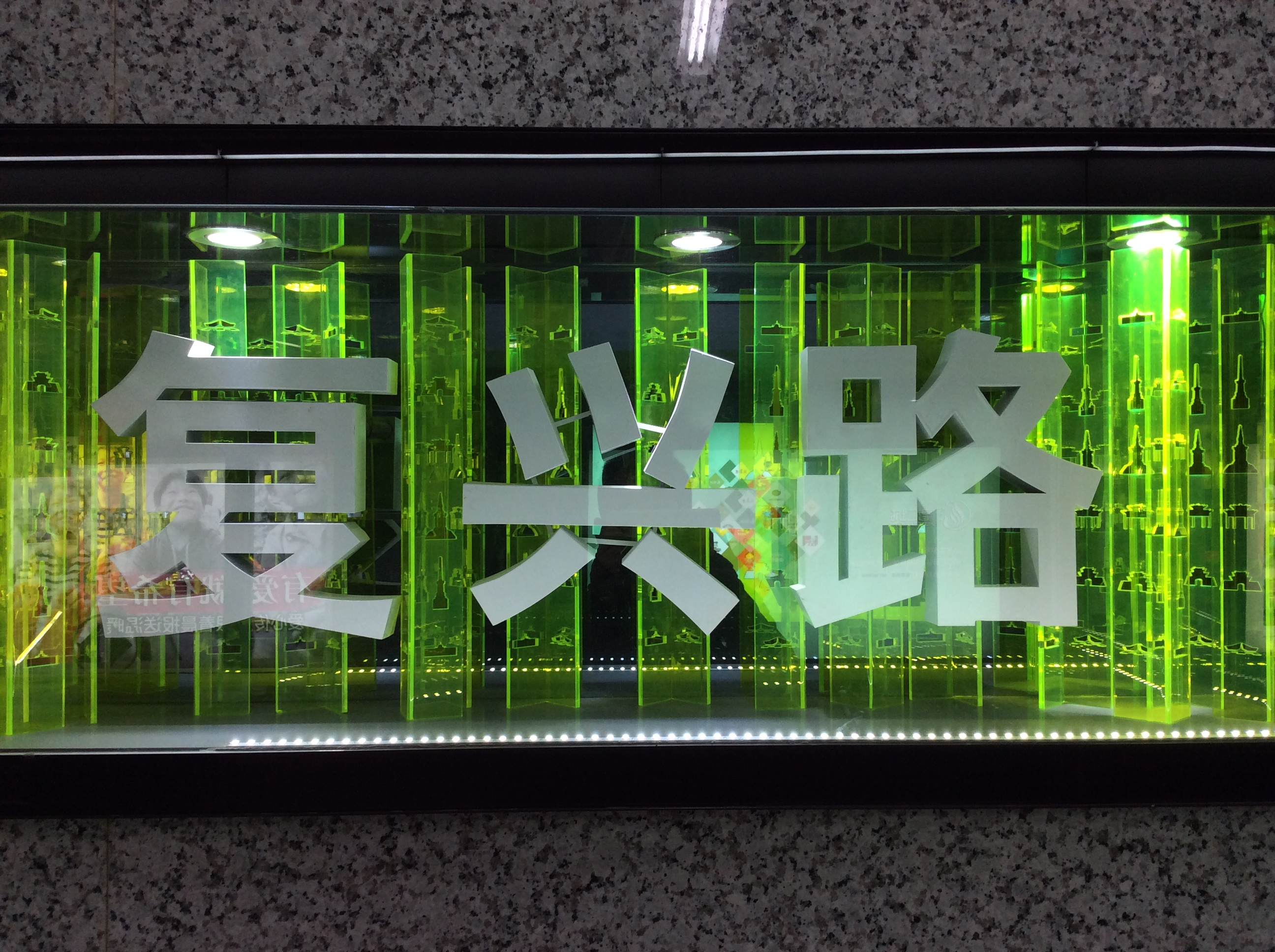
立體字
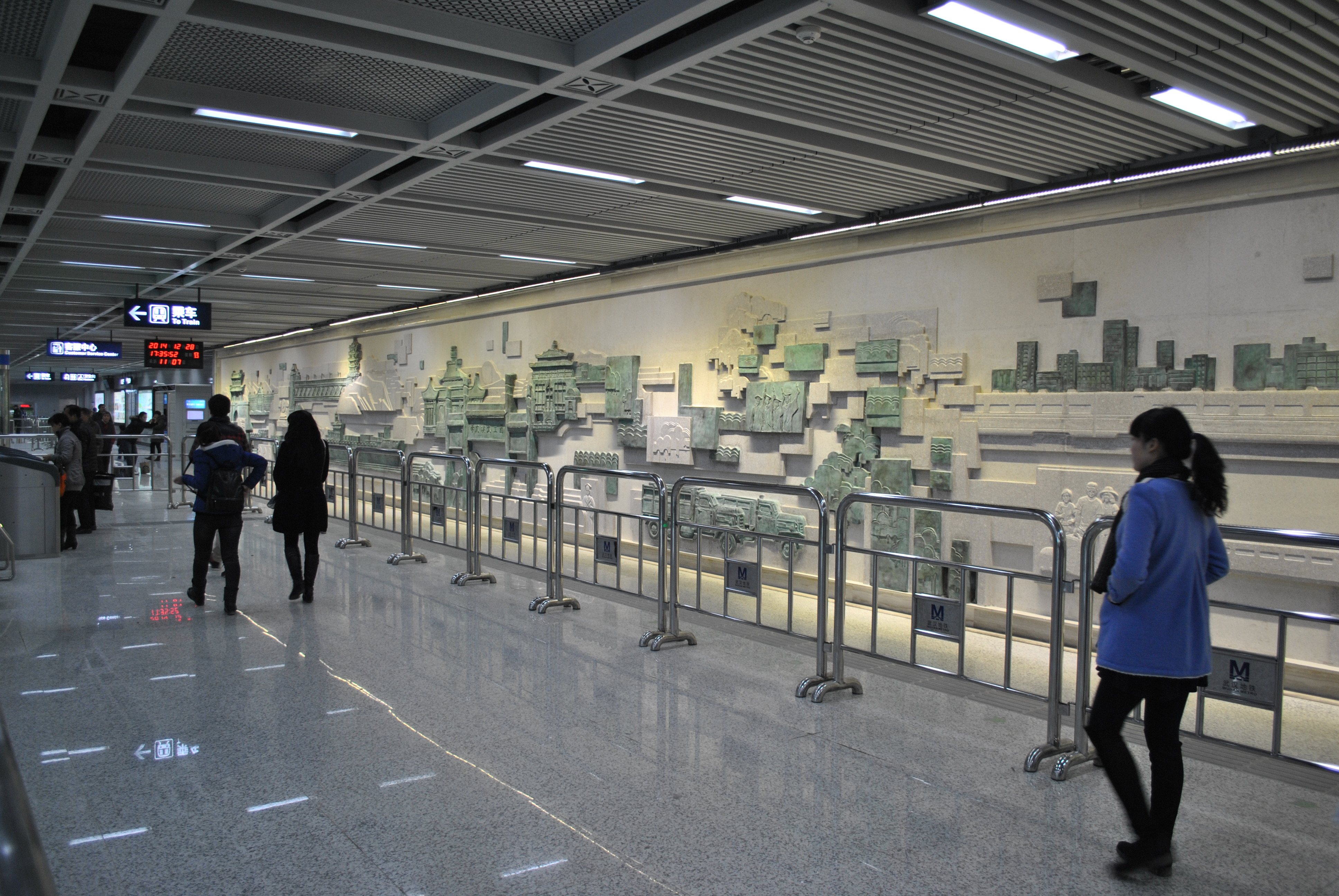
特色墙

## 涌水事故
本站是地铁4号线穿越长江抵达武昌的第一站，由于临近长江，所以本站在建设时期事故频发。2014年6-7月，在越江隧道与复兴路车站相接的地方，发生了三次险情：6月7日左线盾构机在出洞时发生洞门涌水；7月1日左线洞门圈底部再次涌水；7月5日左线隧道管片局部迸裂。如处置不及时，将导致车站被淹，3公里越江隧道报废，地面坍塌，人员重大伤亡。其中第二次事故造成周围道路严重沉降，附近的省人民医院连夜转移病人至其他病房。虽然事故频发，但最终并未推迟4号线二期工程的如期开通，并且在站台设置了“抢险纪念碑”。

### 内部链接
- 武汉地铁车站列表